# Cicindela ancocisconensis
Cicindela ancocisconensis – gatunek chrząszcza z rodziny biegaczowatych i podrodziny trzyszczowatych. Zamieszkuje wschodnią Nearktykę.

## Taksonomia
Gatunek ten opisany został po raz pierwszy w 1852 roku przez Thaddeusa Williama Harrisa. Lokalizację typową późniejsi autorzy ustalili jako Conway w hrabstwie Carroll w New Hampshire. W 1869 roku Harris w publikacji Samuela Hubbarda Scuddera zaproponował zmianę epitetu gatunkowego na catharina, co okazało się zbędne. W 1914 i 1916 roku Thomas Casey podzielił C. ancocisconensis na łącznie cztery podgatunki – wszystkie zsynonimizowane zostały z formą nominatywną przez Walthera Horna w 1915 i 1926 roku.
W obrębie podrodzaju nominatywnego rodzaju Cicindela gatunek ten tworzy grupę decemnotata wraz z C. arida, C. decemnotata, C. denverensis, C. fulgida, C. latesignata, C. lengi, C. limbalis, C. nigrior, C. ohlone, C. parowana, C. pimeriana, C. plutonica, C. pugetana, C. purpurea, C. scutellaris, C. splendida, C. tenuicincta i C. tranquebarica.

## Morfologia
Chrząszcz o ciele długości od 14 do 16 mm. Wierzch ciała ubarwiony ma spiżowobrązowo z trzema parami kremowobiałych paskowatych plam na pokrywach. Przednia z tych plam, barkowa, jest z tyłu skrócona i nie zawraca ku przodowi, wskutek czego nie tworzy pełnej litery „C” jak u podobnego C. repanda. Środkowa plama jest cienka, ma długą podstawę rozciągniętą wzdłuż zewnętrznej krawędzi, a pośrodku zakrzywia się ostro ku tyłowi, a potem ostro ku szwowi; czasem bywa na zakrzywieniu przerwana. Tylna leży wzdłuż wierzchołkowych krawędzi pokryw. Ogólnie plamy na pokrywach są bardziej zredukowane u populacji z północnej części zasięgu. Warga górna zaopatrzona jest w trzy zęby na krawędzi przedniej. Zarys pokryw jest wydłużony, o równoległych bokach. Spód ciała jest ciemnozielony do fioletowoniebieskiego, zawsze z silnym metalicznym połyskiem.

## Ekologia i występowanie

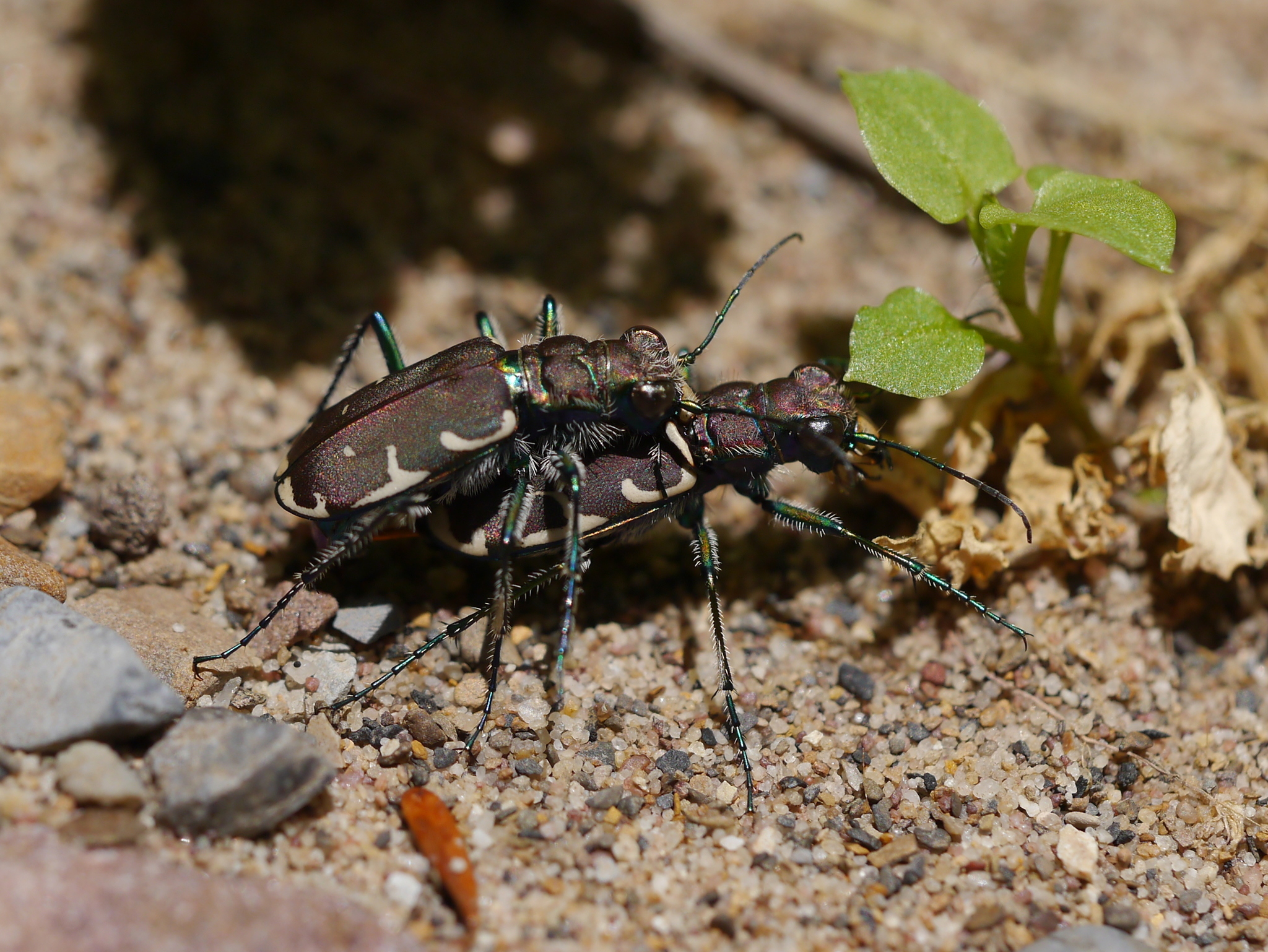
Kopulacja

Owad ten zasiedla piaszczyste łachy, zacienione plaże oraz żwirowe pobrzeża rzek na terenach zalesionych, głównie w rejonach podgórskich. Zwykle występuje nie dalej niż 60 m od brzegu wody, ale zdarza mu się zasiedlać wilgotne tereny piaszczyste w odległości do 2,5 km od wody. Postacie dorosłe aktywne są od kwietnia do czerwca i zwykle ponownie od środka lipca do września, aczkolwiek pojaw jesienny jest mniej liczebny, a w niektórych rejonach brak go zupełnie. Często współwystępują z C. repanda i C. duodecimguttata, ale zwykle wybierają gęściej porośnięte roślinnością tereny. Larwy żyją w norkach wykopanych w podłożach piaszczysto-gliniastych w wyżej położonych częściach terasy zalewowej, często daleko od brzegu wody.
Gatunek nearktyczny, rozmieszczony wzdłuż Appalachów i spływających z nich rzek. W Kanadzie zamieszkuje południowo-zachodni Nowy Brunszwik i południowo-zachodni Quebec. W Stanach Zjednoczonych znany jest z Maine, New Hampshire, Vermontu, Nowego Jorku, Massachusetts, Rhode Island, Connecticut, Ohio, Pensylwanii, Delaware, Marylandu, Wirginii Zachodniej, Wirginii, wschodniego Kentucky, wschodniej Karoliny Północnej, zachodniego Tennessee i północno-wschodniej Georgii. Dawniej występował także w Indianie, północnym Illinois i zachodnim Missouri.